# Żabiny
Żabiny (niem. Seeben) – wieś w Polsce położona w województwie warmińsko-mazurskim, w powiecie działdowskim, w gminie Rybno.
W miejscowości działa ośmioklasowa Szkoła Podstawowa im. Polskich Mistrzów Olimpijskich, Ochotnicza Straż Pożarna oraz Lokalne Centrum Aktywizacji Społecznej. 
We wsi znajduje się cmentarz ewangelicki oraz cmentarz z czasów I wojny światowej. Na skraju miejscowości znajduje się  dwór z początków XX w. 
W okresie międzywojennym w miejscowości stacjonowała placówka Straży Celnej „Żabiny” a następnie placówka Straży Granicznej I linii „Żabiny”. 
Do 1954 roku istniała gmina Żabiny a następnie Gromadzka Rada Narodowa Żabiny. W latach 1975–1998 miejscowość administracyjnie należała do województwa ciechanowskiego.

## Osoby związane z miejscowością
- Jan Boenigk
- Tony Halik